# Древаль Василь Тимофійович
Василь Тимофійович Древаль (23 лютого 1917, Комишня — 19 січня 1988, Київ) — радянський офіцер, Герой Радянського Союзу, в роки німецько-радянської війни заступник командира батальйону з політичної частини 78-го гвардійського стрілецького полку 25-ї гвардійської стрілецької дивізії 6-ї армії Південно-Західного фронту, гвардії капітан.

## Біографія
Народився 23 лютого 1917 року в селищі Комишні (нині Миргородського району Полтавської області) в селянській родині. Українець. Член КПРС з 1940 року. У 1932 році закінчив сім класів середньої школи. Працював обліковцем у МТС.
У 1938 році призваний до лав Червоної Армії. У 1940 році закінчив Харківське військово-політичне училище. У боях німецько-радянської війни з липня 1941 року.
26 вересня 1943 року гвардії капітан В. Т. Древаль відзначився при форсуванні Дніпра в районі села Військового Солонянського району Дніпропетровської області та в боях за плацдарм на правому березі річки. Перебуваючи в бойових порядках, В. Т. Древаль проявив виняткову відвагу і героїзм. У важкі хвилини бою він був серед бійців, особистим прикладом надихав їх на подвиг. У запеклих сутичках з ворогом батальйон знищив до 400 солдатів і офіцерів противника, захопив 8 гармат, 11 мінометів та інші трофеї.
Указом Президії Верховної Ради СРСР від 22 лютого 1944 року за мужність і відвагу, проявлені при форсуванні Дніпра і захоплення плацдарму на його правому березі гвардії капітану Василю Тимофійовичу Древалю присвоєно звання Героя Радянського Союзу з врученням ордена Леніна і медалі «Золота Зірка» (№ 2505).

Могила Василя Древаля

Після закінчення війни продовжував службу в армії. У 1955 році закінчив Військово-політичну академію імені В. І. Леніна. З 1960 року полковник В. Т. Древаль — у відставці. Жив у Києві. Помер 19 січня 1988 року. Похований у Києві на Лук'янівському військовому кладовищі. На фото в альбоме выпускников КВИРТУ он преподаватель в 1964 году и в военной форме.

## Нагороди
Нагороджений орденом Леніна, орденом Червоного Прапора, орденами Вітчизняної війни 1-ї та 2-го ступеня, двома орденами Червоної Зірки, медалями.